# Museo Antonio López Torres
El Museo Antonio López Torres es un museo de arte dedicado a la obra del pintor Antonio López Torres con exposiciones de arte contemporáneo ubicado en el centro histórico del municipio de Tomelloso en la provincia de Ciudad Real.

## Historia
El Museo fue construido tras el deseo del pintor Antonio López Torres (1902-1987), de donar su obra al pueblo de Tomelloso. En 1981, el Ayuntamiento de Tomelloso se comprometió a albergar el legado del artista, iniciándose así las obras bajo la dirección de los arquitectos Fernando Higueras y José Manuel Benito.
El edificio, declarado Edificio Emblemático del Siglo XX por la Junta de Comunidades de Castilla-La Mancha, presenta una estructura vista de hormigón armado blanco, con un hueco circular, una entrada encalada, una fuente y una escalera lineal en el centro. 
La inauguración, celebrada el 19 de abril de 1986, estuvo a cargo del dramaturgo Francisco Nieves.

## Exposiciones
Exhibe en dos salas la colección permanente y monográfica de la obra del artista Antonio López Torres (1902-1987), tío del renombrado pintor Antonio López García. López Torres, nacido y fallecido en Tomelloso. El legado artístico expuesto incluye más de 65 lienzos y 45 dibujos centrados en la naturaleza y el ser humano. Entre sus obras más destacadas se encuentran "El pastor", "Muchachos cogiendo hierba" y el "Autorretrato" de 1921.
Además, el museo cuenta con un auditorio con capacidad para 250 personas, donde se realizan diversas actividades culturales.
En sus salas de exposiciones temporales expone importantes exposiciones alrededor de la fgura de López Torres, y muestras de artistas contemporáneos. En 1993 el Ayuntamiento de Tomelloso en colaboración con el Servicio de Bienes Culturales de Ciudad Real organizó la exposición: "Antonio López Torres en las colecciones privadas" con más de 190 obras.
En 2018 mostraron la obra de José Ramón Jiménez López y José Martínez Ruíz, y en 2020 contaron con la muestra del artista nacido en Tomelloso Pepe Carretero.